# Transfiguratiekathedraal (Zjytomyr)
De Transfiguratiekathedraal (Oekraïens: Спасо-Преображенський собор, Spaso-Preobrasjenskiij sobor) in de Oekraïense stad Zjytomyr is de kathedraal van de Oekraïens-orthodoxe Kerk van het bisdom Zjytomyr. De kathedraal biedt plaats aan 3.000 gelovigen.

## Geschiedenis
De Transfiguratiekathedraal werd in de jaren 1866-1874 naar ontwerp van de architect Karl Karlovitsj Rochau, Ernest Ivanovitsj Gibert en V.G. Sjalamova iets ten zuiden van de in 1771 verwoestte Basiliuskerk gebouwd. Het gebouw is in russisch-byzantijnse stijl opgetrokken met typische details uit de oud-russische architectuur van de 11e en 12e eeuw. De klokkentoren heeft een hoogte van 53 meter. Vanwege de complexiteit van de constructie van het gebouw werkten deskundigen mee, die in de jaren 1818-1858 de Izaäkkathedraal te Sint-Petersburg bouwden.
In de Sovjet-periode werd de Transfiguratiekathedraal gesloten. Een belangrijke relikwie van de heilige Anastasia, een geschenk uit de jaren 1860 van de patriarch Hierotheos van Antiochië, ging in die tijd verloren. In de jaren 1930 dreigde de afbraak van de kerk ondanks het feit dat de kerk al was opgenomen in het monumentenregister. De kerk moest plaats maken voor het Huis voor het Rode Leger. Tussenkomst van de Tweede Wereldoorlog voorkwam echter de uitvoering van de plannen. Tot de teruggave in 1991 werd de aan de heilige Anastasia gewijde benedenkerk als opslagplaats gebruikt. Tegenwoordig is de kerk een van de grootste orthodoxe kerken in het land en een monument van nationaal belang.

## Beschrijving
De kruisvormige kerk werd van baksteen in russisch-byzantijnse stijl gebouwd en heeft vijf tentvormige koepels. Aan de westelijke gevel is een rechthoekige klokkentoren toegevoegd. Bij de artistieke inrichting van de kerk heeft men zoveel mogelijk gebruikgemaakt van de bodemschatten van Wolynië; men gebruikte graniet en labradoriet uit de omgeving van Zjytomyr. Daarnaast bezit de kerk talrijke olie-muurschilderijen uit de 19e eeuw.
In de iconostase zijn iconen van de russische academicus Michael Vassiljev verwerkt.